# Tour Astro
Pour les articles homonymes, voir Astro.
La Tour Astro (en néerlandais: Astrotoren) est un immeuble bruxellois situé dans la commune de Saint-Josse-ten-Noode en région de Bruxelles-Capitale. Elle culmine à 107 mètres de hauteur.
Elle a été conçue par Albert De Doncker et construite par BESIX, en 1976.
Disposant d'une superficie de 34 820 m2 répartie sur 33 étages, la Tour Astro abrite des bureaux depuis sa construction en 1976. Elle a accueilli les bureaux de Fortis Banque et Fortis Investments jusqu'en 2005.
Vendue par HPG Belgium NV (propriétaire) à Luresa-Spain en avril 2008, la tour fait l'objet d'une rénovation complète au standard passif Bruxelles 2015 dont les travaux ont débuté en 2014 et se sont terminés à l'automne 2016.  Le nouveau projet a été dessiné par les bureaux Altiplan (Bruxelles) et Estudio Lamela (Madrid). Elle est, au terme de sa rénovation, le plus haut bâtiment passif d'Europe.
À la livraison, l'ensemble du bâtiment accueille les 1200 collaborateurs d'Actiris, les bureaux de l'emploi de la Région bruxelloise, du VDAB et de Bruxelles Formation.